# Nestlé Canada Building
Das Nestlé Canada Building ist ein 21-stöckiges Gebäude in Toronto, Kanada. Es dient als Hauptniederlassung des schweizerischen Nestlé-Konzerns in Kanada.

## Architektur und Lage
Das Gebäude weist nach allen Seiten moderne Glasfassaden auf. Die Dachfläche ist zu einer Seite hin abgeschrägt, was dem Gebäude ein markantes Design verleiht. Das Bauwerk im Stadtteil North York bietet Zugang zur U-Bahn-Station Sheppard-Yonge.